# JBZ Award
De JBZ Award is een door het Jeroen Bosch Ziekenhuis ingestelde aanmoedigingsprijs voor beginnend beeldend talent en bestaat uit 2500 euro. De JBZ Award is in 2012 voor het eerst uitgereikt en de prijs moet worden besteed aan uitvoering van nieuw werk. Uit het werk van een aantal net-afgestudeerde kunstenaars van Akademie voor Kunst en Vormgeving St. Joost wordt een  zomerexpositie in het ziekenhuis samengesteld. Uit dit werk wordt door de jury een winnaar gekozen.
De prijs maakt onderdeel uit van de visie van het ziekenhuis dat kunst een onderdeel is van een healing environment. Naast exposities zijn er concerten te horen.

## Winnaars
- 2020/2021 - Mackenzie Fincham [1]
- 2019 - Robin Mommers[2]
- 2018 - Lotte van der Pasch[3]
- 2017 - Jeroen Nissen
- 2016 - Leandra du Pau
- 2015 - Thom Brand
- 2014 - Janina Frye
- 2013 - Jolanda van Nuenen
- 2012 - Marcela Radoš